# Ricla
Ricla là một đô thị ở tỉnh Zaragoza, Aragon, Tây Ban Nha. Theo điều tra dân số 2004 của Viện thống kê Tây Ban Nha (INE), đô thị này có dân số là 2.653 người. Diện tích đô thị này là 90 ki-lô-mét vuông.Đô thị này nằm ở độ cao 364 m trên mực nước biển.
Ricla cách thủ phủ Zaragoza 58 km.